# Alma Nissen
Alma Nissen, född 1897 och död 1991, ägde Brandals hälsohem och skrev en bok om hälsokost. 
Brandals hälsohem (i Södertälje) förvärvade hon på 1950-talet och hon beskrev senare sitt arbete och sina behandlingar för journalisten Peter Laursen. 
Bland annat trodde hon mycket på vitlökens hälsosamma egenskaper. 